# Дідула Роман Теодорович
Роман Теодорович Дідула (нар. 21 листопада 1940, с. Сновичі, Золочівський район, Львівська область — 7 січня 2022, Львів) — український письменник, прозаїк, романіст та повістяр, автор гуморесок та фейлетонів.

## Біографія
Народився 21 листопада 1940 року у селі Сновичі Золочівського району на Львівщині, там же закінчив середню школу. Вищу освіту здобув у 1965 році на факультеті журналістики Львівського державного університету імені Івана Франка.
Довгі роки працював у редакціях районних та обласних газет, старшим та головним редактором видавництва «Каменяр». З 1977 року і до останніх років свого життя — був співробітником та заступником головного редактора журналу «Дзвін».
Батько художника Тараса Дідули.
Помер 7 січня 2022 року в м. Львові. Як повідомляв син письменника, Тарас Дідула, батько два тижні перебував у реанімації в лікарні швидкої допомоги у м. Львові на Топольній з діагнозом гострої легеневої недостатності.
Похований на 60 полі Янівського цвинтаря.

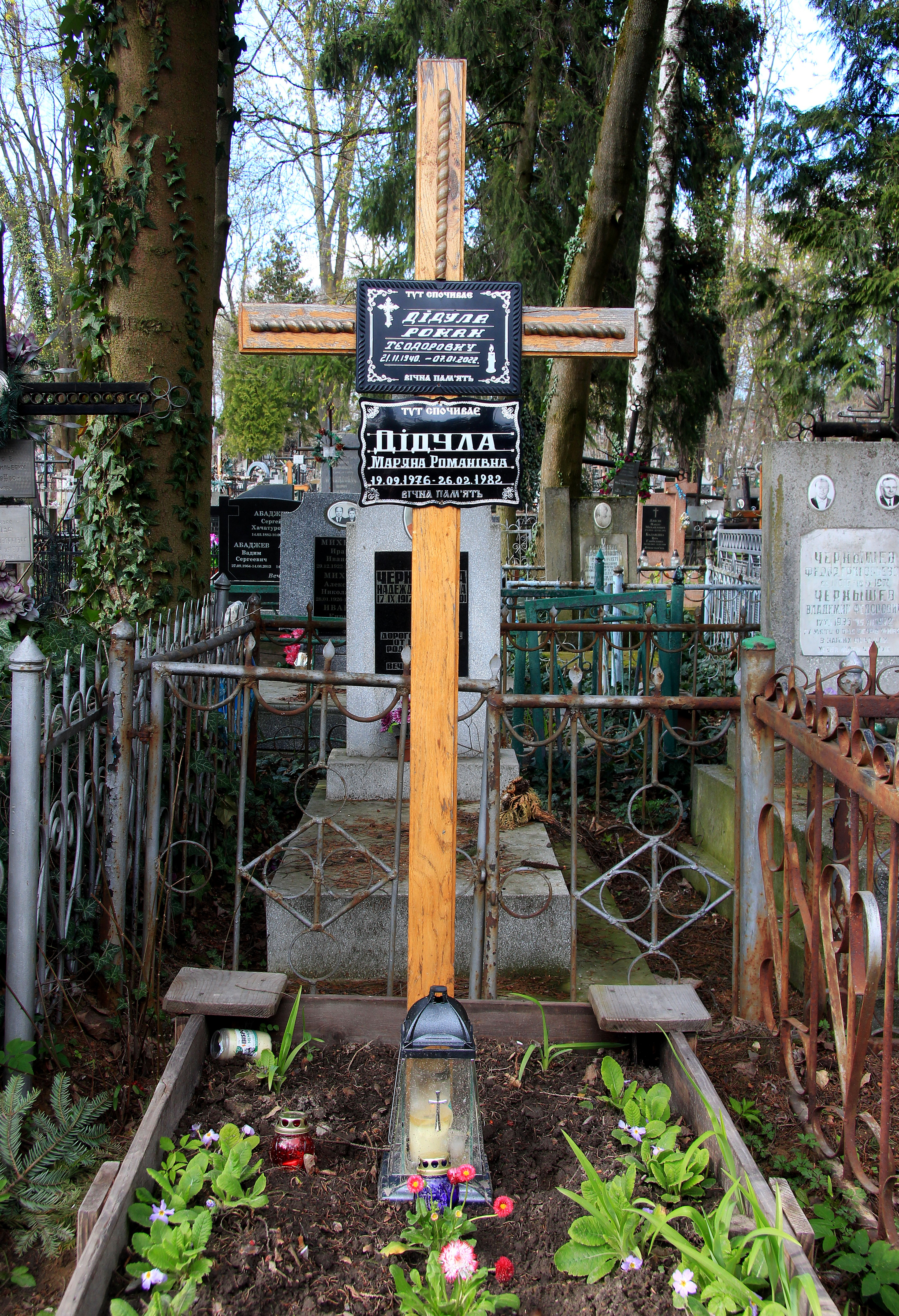

## Творчий доробок
Перші літературні спроби надрукував у студентські роки. З-під його пера вийшли романи: «В найменшому з-поміж світів» (1994—2002), «День над вечірнім берегом» (1995—2004), «Крутий час» (1999), «Час і пора» (2002), а також повісті «Дерево в місті» (1986), «Малі серед великих, великі серед малих» (1997), «Геній Вінграновського» (2006), оповідання, нариси, публіцистичні статті, фейлетони, гуморески.
Класик нашої літератури Микола Вінграновський, «вибагливий і суворий в своїх оцінках», поставив твір Романа Дідули «В найкращому з-поміж світів» поряд із романом «Життя Арсеньєва» І. Буніна, повістями «Зачарована Десна» О. Довженка, «Климко» Григора Тютюнника. Андрій Содомора відзначає поетичність, соковитість, насиченість гумором і живими діалектними барвами стилю письменника. Тетяна Вергелес називає його «академіком галицького гумору», розповідаючи про вручення гумористу жартівливої «Нобелівської премії» на фестивалі в с. Нобель Рівненської області.
Окремими виданнями вийшли книжки Романа Дідули «Маєте знайомих?» (1973), «Списана гора» (1982), «Революція з усмішкою на устах» (2005, у співавторстві з Ніною Матвієнко), «Фотографія Христа» (2006). Працював також як фольклорист — видав том «Галицькі анекдоти» (2001), а ще раніше появились дві збірки «Старих галицьких анекдотів». Перекладав з польської та російської. Його ж твори було надруковано у перекладах білоруською, болгарською, російською, угорською та чеською мовами.

## Нагороди
Лауреат обласної премії імені Богдана Лепкого (2001) та премії Національної спілки письменників України імені Остапа Вишні (2002).